# Hisashi Appiah Tawiah
Pour les articles homonymes, voir Appiah et Tawiah.
Hisashi Appiah Tawiah (アピア・タウィア 久, Apia Tawia Hisashi), né le 18 octobre 1998 à Nagoya, dans la préfecture d'Aichi, est un footballeur japonais qui évolue au poste de défenseur central au Kyoto Sanga depuis 2022. En 2020 et en 2021, il joue pour Vegalta Sendai.

## Biographie
Originaire de Nagoya, Hisashi Appiah Tawiah est né d'un père ghanéen et d'une mère japonaise. Il passe de l'Aichi FC (ja) pour rejoindre le club de l'école secondaire Tōhō (ja) en tant que défenseur central dû à sa grande taille. Promu dans l'équipe principale du club, il participe à la 95e du championnat du Japon de football collégial (en). Après ses études secondaires, il rejoint l'équipe de football de l'université Ryutsu Keizai (en) en 2017, et est plus tard sélectionné dans l'équipe du Japon de football U-21. Il est finalement choisi dans sa quatrième année avec Ryutsu Keizai par le club de première division Vegalta Sendai dans le cadre d'un partenariat spécial et commence lors du 8e match de la JLeague le 1er août 2020, contre les Yokohama F. Marinos.
Il devient joueur à part entière de Vegalta Sendai en 2021 et marque son premier but le 25 août contre FC Tokyo lors du 26e match du championnat. Il est officiellement transféré au Kyoto Sanga FC à la fin 2021 pour la saison 2022 de la JLeague.

## Statistiques
| Saison                | Club                        | Championnat           | Championnat | Championnat | Coupe nationale | Coupe nationale | Coupe de la Ligue | Coupe de la Ligue | Total | Total |
| Saison                | Club                        | Division              | M.          | B.          | M.              | B.              | M.                | B.                | M.    | B.    |
| 2017                  | Ryutsu Keizai University FC | JFL (D4)              | 4           | 0           | -               | -               | -                 | -                 | 4     | 0     |
| 2018                  | Ryutsu Keizai University FC | N/A                   | -           | -           | 2               | 1               | -                 | -                 | 2     | 1     |
| 2020                  | Vegalta Sendai              | J League              | 6           | 0           | -               | -               | 0                 | 0                 | 6     | 0     |
| 2021                  | Vegalta Sendai              | J League              | 29          | 1           | 1               | 0               | 5                 | 0                 | 35    | 1     |
| 2022                  | Kyoto Sanga FC              | J League              | 17          | 0           | 2               | 0               | 5                 | 0                 | 24    | 0     |
| 2023                  | Kyoto Sanga FC              | J League              | 18          | 0           | 6               | 0               | 5                 | 0                 | 29    | 0     |
| Total sur la carrière | Total sur la carrière       | Total sur la carrière | 74          | 1           | 11              | 1               | 15                | 0                 | 100   | 2     |